# Doris Humphrey
Doris Batcheller Humphrey (* 17. Oktober 1895 in Oak Park, Illinois; † 29. Dezember 1958) war eine US-amerikanische Tänzerin und Choreografin. Sie war eine der richtungweisenden Persönlichkeiten des Modern Dance.

## Leben
Ihr Vater war Journalist und vorher als Hotelmanager tätig, die Mutter Pianistin. Einer ihrer Vorfahren, Elder William Brewster, gehörte zu den Pilgervätern, die mit der Mayflower aus England kamen. Doris Humphrey wuchs in Chicago auf, wo sie bei Mary Wood Hinman an der Francis Parker School tanzen lernte. Als die Santa Fe Railroad eine Vorstellung für ihre Arbeiter organisierte, hatte sie mit 18 Jahren ihren ersten Auftritt. Mit ihrer Mutter als Unterstützung und Pianistin durfte sie in den Westen reisen. Da ihr Vater keine guten Geschäfte machte, musste sie nicht nur für sich selbst Geld verdienen. Daher eröffnete sie 1913 eine eigene Tanzschule in Oak Park, mit ihrer Mutter als Managerin und Pianistin.
Auf Vorschlag ihrer früheren Lehrerin, Mary Wood Hinman, ging sie 1917 nach Los Angeles, um einen Sommerkurs zu besuchen. Dort begann sie 1918 an der Denishawn School ein Studium. Dabei wurde ihr Talent erkannt und sie bekam neben Solorollen in Aufführungen zusätzlich die Möglichkeit, selber Unterricht zu geben, womit sie mehr finanzielle Freiheit gewann.
Ihre Choreografien aus dieser Zeit sind: „Valse Caprice“ („Scarf Dance“), „Soaring“ und „Scherzo Waltz“. 1928 beendete sie ihre Ausbildung erfolgreich, um mit Charles Weidman die Tanzkompanie „The Humphrey-Weidman Group“ zu gründen. 1928 führte sie „Water study“ und ab 1929 „Life of the bee“ auf. 1930 ging sie an das Dance Repertory Theatre, wo sie „Drama of motion“ und ab 1931 „Two ecstatic Themes“ und „the Shakers“ aufführte.
Trotz der großen Depression, die in dieser Zeit in Amerika herrschte, war die Company und ihre Choreografin erfolgreich. Sie entwickelte einen neuen Tanzstil. 1932 heiratete sie Charles Francis Woodford und bekam 1933 ihren ersten Sohn, Charles Humphrey Woodford.
1935 machte sie mit „New Dance Trilogy“ eine nationale Tournee und tanzte ein Triptychon aus „With my red Fires“, „New Dance“, und dem verlorenen „Theater piece“, New Dance, With My Red Fires, und Passacaglia. 1938 trat sie in „Passacaglia an Fugue in C-Minor“ auf. 1940 eröffnete sie in New York das Humphrey-Weidman Studio Theatre. Eines ihrer letzten Stücke war „Dawn in New York“. Sie nahm wegen einer Arthritis 1945 Abschied von der Bühne und wurde 1946 künstlerische Direktorin der José Limón Dance Company. Daneben choreografierte sie weiter, es entstanden „Day on Earth“, „Night Spell“, „Ruins and Visions“ und 1949 „Guggenheim Fellowship“.
Humphrey gehörte 1951 zu den Mitgründern der Tanzabteilung an der Juilliard School. 1953 leitet sie die Dance Company for Children „The Merry-go-rounders“. 1954 choreographierte sie das Stück „Capezio Award for outstanding Contributions to Modern Dance“. Danach wurde das Juilliard Dance Theatre von ihr ins Leben gerufen. 1958 beendete sie ihr Buch „The Art of Making Dances“ und begann eine Autobiografie. Nach ihrem Tod am 29. Dezember 1958 wurde 1959 ihr Stück „Die Brandenburgischen Konzerte“ posthum aufgeführt.